# محمد أحمد باعكابة
محمد أحمد باعكابة هو شاعر يمني. ولد عام 1958 في مدينة الشحر في محافظة حضرموت. تلقى تعليمه حتى الإعدادية في مسقط رأسه، ثم سافر إلى الكويت وأكمل الثانوية. عمل في وزارة الكهرباء والماء ثم في الهيئة العامة للمعلومات في الكويت. بدأ كتابة الشعر في سن مبكرة. جمع أشعاره هاشم علوي مكنون ونشرها زين عيديد. لحن له أشعاره صديقه عوض عبد الله شحور وناصر مرجان وسعيد محمد بامطرف. غنى له العديد من الفنانين اليمنيين والكويتيين. وفي 1990 غادر الكويت واستقر في اليمن حتى وفاته في 2003.